# Alfred Gerasch
Alfred Gerasch, född 17 augusti 1877 i Berlin, död augusti 1955, var en tysk skådespelare

## Filmografi, i urval
- 1930 – Väter und Söhne
- 1931 - Ariane
- 1931 – Lika inför lagen

## Fotnoter
1. 1 2  filmportal.de, Filmportal-ID: be4cbd524be34abaacb66796bef7920c, läst: 9 oktober 2017.[källa från Wikidata]
2. ↑  Gemeinsame Normdatei, läst: 11 december 2014.[källa från Wikidata]
3. ↑  Gemeinsame Normdatei, läst: 30 december 2014.[källa från Wikidata]